# Merosargus bituberculatus
Merosargus bituberculatus är en tvåvingeart som beskrevs av Ignaz Rudolph Schiner 1868. Merosargus bituberculatus ingår i släktet Merosargus och familjen vapenflugor. Inga underarter finns listade i Catalogue of Life.